# 滿寵
滿寵（175前—242年），字伯寧，山陽昌邑人，東漢末年至三國時期曹魏名將，身高八尺，素來以廉潔著稱。初任东汉实质首都許縣縣令，掌管司法，不畏强权而执法严苛。後轉任汝南太守，開始參與軍事。魏文帝在位期間，駐扎在新野，負責荆州側對吳作戰。魏明帝在位期間，專任至揚州，負責東側對吳作戰，屢有功勛。後因年邁調回朝廷任太尉，數年後病逝，諡曰景侯。

## 生平

### 清廉嚴法
滿寵，時年十八，任郡督郵。當時郡裡的李朔等人各私自擁兵，侵擾平民百姓。太守派滿寵去治理，李朔等請罪，不再侵擾平民，其後滿寵任高平令。縣裡有一郡督郵名為張苞，貪穢受賄，擾亂吏政。滿寵率部把他捉拿，責數他的罪行，滿寵在監牢把他拷打至死，遂即棄官回家。
曹操到兗州，讓滿寵作為從事。曹操任大將軍，徵聘滿寵為西曹掾屬，委任許令。當時曹操從弟曹洪是宗室親貴，他的賓客在在界數次犯法，滿寵收之下獄。曹洪寫書說情，滿寵不聽。曹洪於是上報曹操，把滿寵召來。滿寵知道會把犯法者放掉，馬上把他處決了。曹操喜說：“執法者難道不是這樣做嗎！”
原太尉楊彪被關進獄中，荀彧和孔融寫信説：“只要質問，不要拷問”。滿寵不作理會，一樣拷問。數天後，滿寵求見曹操並説道：“拷問楊彪沒有找到罪證。如果要處決他，要找到證據才能執行。此人名聞海內，若找不到證據而把他處決，會大失民心，請主公想清楚。”曹操即日把楊彪釋放。
當初楊彪被關時，對於滿寵嚴刑拷問楊彪的行為，荀彧和孔融相當憤怒，但滿寵的作法反讓楊彪最後得以獲釋，使荀彧和孔融之後對滿寵更加敬重友好。

### 勇而有謀
其後，袁紹在河北壯大雄兵，而汝南郡是袁紹的本郡，門生賓客布滿各縣，各自擁兵據守。曹操擔憂，以滿寵為汝南太守，并招募五百個服從他的兵，率領攻下二十餘壁壘，引誘沒有投降他的將領，在席上殺十餘人，一時全都皆平定。得戶二万，兵二千，令其耕作。
208年，隨曹操攻打荊州返還，留滿寵為奮威將軍，屯當陽。孫權數次侵擾東陲，曹操召滿寵為汝南太守，賜爵關內侯。

### 同仇敵愾
219年，关羽北伐至樊城，于禁援軍被漢水淹没，樊城也受連累。曹仁惟有以数千人守城，在城中没有淹没的地方安上木板，關羽乘船围城，粮食就盡，救兵又不至，樊城外内断绝，曹軍士氣低落，有人對曹仁説：“今日的危難，不是這樣容易支撐，趁著關羽還沒有合兵圍城，夜晚應該乘輕船，雖然失了城池，但這樣方可完全脫身。”滿寵勸説：“山水來去快，期望不會太久。聽聞關羽遣其他將領在郟下，自許以南，百姓擔憂，關羽不敢進攻，是害怕我軍後面成犄角。如今若遁逃，洪河以南的地方就不是我們的國家所擁有；君請稍微再堅持等待。”曹仁説：“沒錯。”滿寵把自己的白馬淹死，與士兵共同盟誓，以必死之心迎戰，眾人重新振作。後徐晃救兵到來，水亦稍降，曹仁、滿寵與徐晃前後攻擊關羽，關羽最後敗走。

### 立志剛毅
220年，曹丕即位，升至揚武將軍。大敗吳軍於江陵而建功，再拜為伏波將軍，并屯至新野。
223年，滿寵假節鉞。12月，第三次合肥之戰爆發，孫權出兵想圍攻合肥新城，因城遠水，二十餘日不敢下船。滿寵便遣六千步騎，在肥水隱處伏兵等待。後孫權上岸，滿寵伏軍突起襲擊，斬首數百，也有逃至河中溺死。吳主又使全琮攻六安，亦不勝。224年，拜為前將軍。
225年（黄初六年），魏軍征南到精湖，滿寵為帥率軍在前，與敵軍隔水相望。滿寵向皇上上書，并對眾將説：“今天朝著的風非常猛烈，賊軍必定過來火攻，大家要作好戒備。”眾軍部隊都警戒。夜半時分，賊軍果然派遣十部人馬，趁著夜色進行火攻，滿寵衝擊突襲而大破敵軍，繼而封為南鄉侯。
228年（太和三年），投降的人説吳國進入戒嚴狀態，揚言打算到诣江狩獵，孫權有親自出兵的念頭。滿寵認為其必然襲擊西陽而作出準備，孫權聽聞後，退軍返還。秋季，曹睿派曹休從廬江南往合肥、再命滿寵到夏口。滿寵上書說：“雖然曹休明斷果敢而較少用兵，今天派遣所地，背部是湖水，旁邊是江隄，容易進入但難以撤退，如今兵到此洼地。如果進入此沒有強硬防禦的地方口，應該深入再進行防備。”雖然滿寵上書了，但并沒有報送到達，曹休遂即深入。賊軍果然從沒有強硬防禦的地方用石頭斷後路，曹休撤退此路。曹休戰鬥不利，退著走。與朱靈匯合與斷後路的賊軍遇上。賊軍驚怕而逃跑，曹休軍才得以退還。
同年，曹休去世。滿寵以前將軍職代理都督揚州諸軍事。汝南士兵和民眾慕戀滿寵，扶老攜幼，要隨滿寵一起走，無法阻止。護軍上表要求剿殺首領。曹叡讓滿寵帶走親信部下的一千人，其餘的不再管了。時揚州刺史王凌素來與滿寵不和，其支黨進讒其年老又好酒無力再任事，被召回朝。後曹叡看到滿寵仍然壯健，使其遣還原職。

### 建造新城
233年，滿寵上書曹叡在合肥建造新城，認為：『如果合肥北面的遠處是壽春，容易被敵軍利用水勢進攻。如被人圍城，要背殺圍城的人，才能解救圍城之危。我方援軍應該把兵放到三十里附近，那裡是天險堅固。在那裡建造新城，可以加長敵軍的進攻路線，利用水勢而進攻，還可以斷絕敵軍撤退。』又引用孫子兵法的『兵者，詭道也』來說明『應該誘敵進入新城，誘敵兵中計。趁著吳國進攻前，把兵移到那裡，這樣可防止敵軍。』曹叡再次聽後，詢問尚書趙咨。趙咨認為可行，曹叡便按照滿寵的方案去做。

### 固守合肥
234年二月，蜀漢丞相諸葛亮進行第五次北伐，遣使請東吳一起出兵。孫權答應。旋即引發第四次合肥之戰，於同年五月，孫權進駐巢湖口，自稱有十萬人，親自帶兵攻向合肥新城；另一方面，又派陸遜、諸葛瑾率萬餘人進駐江夏、沔口，攻向襄陽；將軍孫韶、張承駐淮，進逼廣陵、淮陰，形成三路北伐之勢。
六月，滿寵想率眾軍援救新城守將張穎，但殄夷將軍田豫卻認為該新城自守有餘，如果有援軍至，怕孫權反過來吞併援軍。而當時吏士多請假，滿寵上表請召中軍兵及召回所有請假將士，集合抵擋。不過散騎常侍廣平劉邵認為滿寵該自守不攻，避其銳氣；而中軍則先派步兵五千、精騎三千出發，將隊伍排列疏散，多加旗、鼓，敵軍知道大軍到來，必定自走，可以不戰而破。曹叡聽從其計，先派前隊出發。
而曹叡亦不接納滿寵援軍的意見，認為合肥、襄陽、祁山是曹魏東、南、西三個重要防點，守城有餘，曹叡便於七月壬寅日，親率水师東行。滿寵便募集數十壯士，折斷松枝為火炬，灌上麻油，在順風放火，燒毀敵軍攻城器具，射殺孫權之姪孫泰。加上吳軍中士卒都多有病患，又聽到曹叡大軍將至，於是孫權撤退。孫韶軍亦同時回師，只有陸遜軍繼續戰鬥，但不久亦撤退。
曹叡死後繼續侍奉曹芳，與司馬懿並列為曹氏四代元老。最後昇至太尉。
242年三月病逝，諡為景侯。

## 家庭

### 子女
- 满伟，字公衡，嗣侯，官至卫尉，后免为庶人
- 满炳，字公琰，别部司马
- 满氏，满伟妹，司馬榦妻

### 孙
- 满长武，满伟子，大将军掾，后被拷杀
- 满奋，满炳子，晋元康中官至尚书令、司隶校尉

## 評價
- 曹操：“当事不当尔邪？”
- 郭谋：“宠为汝南太守、豫州刺史二十余年，有勋方岳。及镇淮南，吴人惮之。”
- 曹叡：“昔廉颇强食，马援据鞍，今君未老而自谓已老，何与廉、马之相背邪？其思安边境，惠此中国。”
- 曹芳：“君典兵在外，专心忧公，有行父、祭遵之风。”
- 陳壽：“滿寵立志剛毅，勇而有謀。”
- 李重：“近自魏朝名守杜畿、满宠、田豫、胡质等，居郡或十余年，或二十年，或秩中二千石假节，犹不去郡，或还不易方，此亦古人苟善其事，虽没世不徙官之义也。”

## 後世遺址
現今中國合肥有三國遺址公園，內有不少紀念滿寵於魏明帝期間戍守新城、抵禦東吳功績的遺址，如「新城戍守」的大型雕塑、滿寵草堂等，成為當地旅遊景點。

## 藝術形象

### 影视形象
- 1994年电视剧《三國演義》：由庚奇飾演
- 1994年电视剧《东方小故事之满宠执法》：由马少骅飾演
- 1996年电视剧《关公》：由乔华国飾演
- 2004年电视剧《武圣关公》：由赵中华飾演
- 2017年电视剧《大軍師司馬懿》：由王力飾演
- 2018年电视剧《三国机密》：由屠楠飾演

### 動漫遊戲
- 《蒼天航路》（王欣太）:於樊城之戰力戰關平
- 《火鳳燎原》（陳某）:設定為「水鏡八奇」之二奇荀彧的弟子，於曹操往長安救駕時登場，並射殺楊奉。
- 《三國志系列》（光榮特庫摩）
- 《真·三國無雙8》（光榮特庫摩，青木崇配音）

## 備註
1. ↑  《三國志‧滿寵傳》裴松之注引《世語》稱：「寵、偉、長武、奮，皆長八尺。」
2. ↑  故太尉楊彪收付縣獄，尚書令荀彧、少府孔融等並屬寵：“但當受辭，勿加考掠。”寵一無所報，考訊如法。數日，求見太祖，言之曰：“楊彪考訊無他辭語。當殺者宜先彰其罪；此人有名海內，若罪不明，必大失民望，竊為明公惜之。”太祖即日赦出彪。初，彧、融聞考掠彪，皆怒，及因此得了，更善寵。
3. ↑  或謂仁曰：“今日之危，非力所支。可及羽圍未合，乘輕船夜走，雖失城，尚可全身。”寵曰：“山水速疾，冀其不久。聞羽遣別將已在郟下，自許以南，百姓擾擾，羽所以不敢遂進者，恐吾軍掎其後耳。今若遁去，洪河以南，非複國家有也；君宜待之。”仁曰：“善。”
4. ↑  《三国志》：文帝即王位，迁扬武将军。破吴于江陵有功，更拜伏波将军，屯新野。
5. ↑  黄初三年，假宠节钺。五年，拜前将军。
6. ↑  《三国志》：《蒋济传》，記載滿寵進攻精湖，为黄初六年事。大军南征，到精湖，宠帅诸军在前，与贼隔水相对。宠敕诸将曰：“今夕风甚猛，贼必来烧军，宜为其备。”诸军皆警。夜半，贼果遣十部伏夜来烧，宠掩击破之，进封南乡侯。

## 延伸阅读
[在维基数据编辑]
 《三國志/卷26》，出自陳壽《三國志》

| 曹魏官职      | 曹魏官职             | 曹魏官职    |
| ------------- | -------------------- | ----------- |
| 前任： 司马懿 | 曹魏太尉 239年—242年 | 繼任： 蒋济 |